# Азарова, Татьяна Николаевна
Татьяна Николаевна Азарова (род. 2 декабря 1985) — казахстанская легкоатлетка (бег на 400 м с барьерами), мастер спорта международного класса Республики Казахстан (2007), участница двух Олимпиад (2008, 2012).

## Биография
Т. Н. Азарова родилась 2 декабря 1985 года в Экибастузе. Легкой атлетикой занимается с 1992 года. С 2001 года — член сборной Казахстана.
Тренерами Татьяны являются — тренер-преподаватель высшего уровня квалификации высшей категории заслуженный тренер Республики Казахстан — Голынский Константин Иванович и Антоненко Альбина Викторовна.
На международном турнире «Звёзды Азии» заняла I место в беге на 400 м с барьерами с результатом 55,71. Выполнила Олимпийский норматив по группе «В». На ХХХ Летних Олимпийских Играх 2012 года в г. Лондоне была 38-й в беге на 400 м с барьерами с результатом 58,53.

## Лучшие результаты
- 400 м с барьерами — 54,78  Алматы (11.05.2007)
- 400 м — 52,39  Алматы (09.06.2007)
- 400 м (в помещении) — 53,68   Макао (31.10.2007)

## Личная жизнь
В 2008 году она закончила Экибастузский инженерно-технический институт академика Сатпаева по специальности инженер турбинного производства.
Замужем, имеет сына.